# Schefflera japurensis
Schefflera japurensis är en araliaväxtart som först beskrevs av Carl Friedrich Philipp von Martius, Joseph Gerhard Zuccarini och Élie Marchal, och fick sitt nu gällande namn av Hermann August Theodor Harms. Schefflera japurensis ingår i släktet Schefflera och familjen araliaväxter. Inga underarter finns listade.